# Parotis
Genre
Parotis est un genre de lépidoptères (papillons) de la famille des Crambidae.

## Espèces
- Parotis atlitalis (Walker, 1859)
- Parotis incurvata (Warren, 1896)
- Parotis marinata (Fabricius, 1784)
- Parotis marginata (Hampson, 1893)
- Parotis marinata (Fabricius, 1784)
- Parotis pomonalis (Guenée, 1854)
- Parotis punctiferalis (Walker, 1866)
- Parotis suralis (Lederer, 1863)